# Afrotrilepis jaegeri
Afrotrilepis jaegeri là một loài thực vật có hoa trong họ Cói. Loài này được J.Raynal mô tả khoa học đầu tiên năm 1963.